# Martin Davis
Martin David Davis (New York, 8 marzo 1928 – Berkeley, 1º gennaio 2023) è stato un matematico statunitense noto per il suo contributo significativo nei campi della teoria della calcolabilità e della logica matematica. È meglio conosciuto per il suo lavoro sul decimo problema di Hilbert che porta al teorema di Matijasevič. Ha anche proposto il modello di macchine Post-Turing e ha co-sviluppato l'algoritmo Davis-Putnam-Logemann-Loveland (DPLL).
Davis ha vinto il Leroy P. Steele Prize, il Premio Chauvenet  (con Reuben Hersh) e il Lester R. Ford Award. Inoltre, è stato membro dell'American Academy of Arts and Sciences e membro dell'American Mathematical Society.

## Biografia
I genitori di Davis erano immigrati ebrei negli Stati Uniti da Łódź, in Polonia, e si sono sposati dopo essersi incontrati di nuovo a New York City. Davis è nato a New York City l'8 marzo 1928. È cresciuto nel Bronx, dove i genitori lo hanno incoraggiato a ottenere un'istruzione completa. Ha studiato matematica al City College diplomandosi nel 1948 e ha ottenuto il dottorato di ricerca all'Università di Princeton nel 1950. La sua tesi di dottorato, intitolata On the Theory of Recursive Unsolvability, è stata supervisionata da un matematico e scienziato informatico americano Alonzo Church.

### Carriera accademica
Durante un tirocinio di ricerca presso l'Università dell'Illinois - Urbana-Champaign nei primi anni '50, è entrato a far parte del Control Systems Lab ed è diventato uno dei primi programmatori dell'ORDVAC.  Successivamente ha lavorato presso i Bell Labs e la RAND Corporation prima di entrare a far parte dell'Università di New York. Durante la sua permanenza alla NYU, ha contribuito a creare il dipartimento di informatica dell'università. Si è ritirato dalla New York University nel 1996. Successivamente è stato membro della facoltà in visita presso l'Università della California, Berkeley.

### Il decimo problema di Hilbert
Davis ha lavorato per la prima volta sul decimo problema di Hilbert durante la sua tesi di dottorato, lavorando con Alonzo Church. Il teorema, come posto dal matematico tedesco David Hilbert, pone una domanda: data un'equazione diofantea, esiste un algoritmo che può decidere se l'equazione è risolvibile? La dissertazione di Davis avanzò la congettura che il problema fosse irrisolvibile. Negli anni '50 e '60, Davis, insieme ai matematici americani Hilary Putnam e Julia Robinson, fece progressi verso la soluzione di questa congettura. La dimostrazione fu finalmente completata nel 1970 con il lavoro del matematico russo Yuri Matiyasevich. Ciò ha portato al teorema MRDP o DPRM, chiamato per Davis, Putnam, Robinson e Matiyasevich. Descrivendo il problema, Davis aveva precedentemente affermato di aver trovato il problema "irresistibilmente seducente" quando era uno studente universitario e in seguito era diventato progressivamente la sua "ossessione per tutta la vita".

### Morte
Davis è deceduto a Berkeley il 1º gennaio 2023 all'età di 94 anni. Poche ore dopo è morta anche la moglie Virginia con cui era sposato da più di settant'anni.